# Жан-Луї Занон
Жан-Луї Занон (фр. Jean-Louis Zanon ; 30 листопада 1960, Монтобан, Франція) — французький футболіст, олімпійський чемпіон 1984 року. Виступав на позиції опорного півзахисника.

## Клубна кар'єра
Жан-Луї Занон розпочинав кар'єру футболіста у клубі «Сент-Етьєн». Він виступав за команду з 1979 по 1984 рік і за цей час по одному разу ставав чемпіоном та віцечемпіоном Франції та двічі — фіналістом кубка країни. Також у складі «зелених» футболіст доходив до чвертьфіналу кубка УЄФА у сезоні 1980/81.
У 1984—1987 роках Занон був гравцем марсельського «Олімпіка». У складі цієї команди в сезоні 1985/86 півзахисник знову грав у фіналі національного кубка, через рік вдруге у своїй кар'єрі став віцечемпіоном Франції.
У складі «Меца» Жан-Луї Занон виступав з 1987 по 1989 рік. У сезоні У сезоні 1987/88 «Мец» став володарем кубка країни, і восени 1988 виступав у розіграші Кубка кубків. Занон взяв участь в обох іграх з «Андерлехтом» і забив єдиний гол своєї команди у ворота бельгійського клубу.
З 1989 по 1991 півзахисник виступав у Дивізіоні 2 за «Нім Олімпік». «Нім» із Заноном у складі за підсумками сезону 1990/91 посів друге місце в турнірі та повернувся до Дивізіону 1. Влітку 1991 року Занон перейшов у «Нансі», де і завершив кар'єру, відігравши 2 сезони.

## Виступи за збірну
Жан-Луї Занон зіграв єдиний матч за збірну Франції 5 жовтня 1983 року. У товариській зустрічі зі збірною Іспанії гравець вийшов у стартовому складі та провів на полі 90 хвилин.
У складі олімпійської збірної Франції Занон брав участь в Олімпіаді-84. Він провів у рамках турніру 3 матчі та став олімпійським чемпіоном.

## Титули і досягнення
Франція (олімп.)
- Олімпійський чемпіон (1): 1984

 Сент-Етьєн
- Чемпіон Франції (1): 1980/81
- Віцечемпіон Франції (1): 1981/82
- Фіналіст кубка Франції (2): 1980/81, 1981/82

 Олімпік Марсель
- Віцечемпіон Франції (1): 1986/87
- Фіналіст кубка Франції (2): 1985/86, 1986/87

 Мец
- Володар кубка Франції (1): 1987/88

 Ним Олімпік
- 2-ге місце Дивізіону 2 (1): 1990/91